# 아널드 클래식
아널드 클래식(Arnold Classic)은 매년 3월 오하이오주 콜럼버스에서 열리는 보디빌더 대회이다. 아널드 슈워제네거의 이름을 따서 지어졌으며, 1989년 처음 시작되었다.